# Lophuromys flavopunctatus
Lophuromys flavopunctatus is een knaagdier uit het geslacht Lophuromys dat voorkomt in de bergen van Ethiopië westelijk van de Grote Slenk. Deze soort behoort tot het ondergeslacht Lophuromys en vormt daarbinnen de kern van een kleine groep endemische Ethiopische soorten die ook L. brevicaudus en L. melanonyx omvat. Vrijwel alle leden van de L. aquilus-groep werden, net als L. brevicaudus, tot in de jaren '90 van de 20e eeuw tot L. flavopunctatus gerekend. Over de huidige L. flavopunctatus, die slechts een kleine verspreiding heeft, is weinig bekend.